# Fritz Albert Schmidtke
Fritz Albert Schmidtke (* 22. Februar 1885 in Königsberg i. Pr.; † 15. März 1975 in Braunschweig) war ein deutscher Lithograf und Grafiker.

## Leben

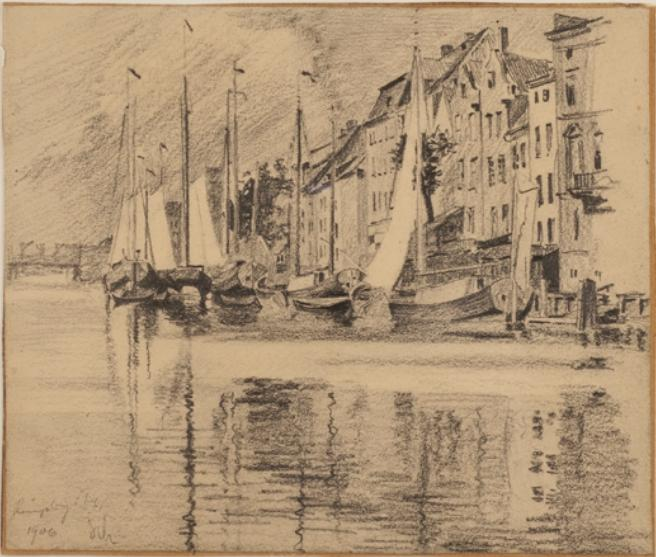
Pregelstraße in Königsberg (1906); Bleistift auf Karton

Ausbildung zum Lithografen, danach Besuch der Kunstakademie zu Königsberg (Unterricht bei Ludwig Dettmann). Ab 1906 Wirken als Lithograf, Zeichner und Grafiker an „Graphischen Kunstanstalten“ in Berlin und Leipzig. 1909 Umsiedlung nach Braunschweig. Dort bis 1945 freier Mitarbeiter und Angestellter von graphischen Kunstanstalten und Verlagen und seit 1945 freiberufliche Tätigkeit als Werbegrafiker. Sein künstlerisches Schaffen besteht vor allem in Zeichnungen, Druckgrafik und  Aquarellen. Ausstellung seiner Werke im Städtischen Museum Braunschweig 1997 und im Deutsch-Russischen Haus  Kaliningrad 2011.